# Гридино (Вяткинское сельское поселение)
Гридино — деревня в Судогодском районе Владимирской области России, входит в состав Вяткинского сельского поселения.

## География
Деревня находится в 21 км к югу от Владимира и в 43 км к северо-западу от райцентра Судогды, в 5 км на запад от ж/д станции Улыбышево на линии Владимир — Тумская.

## История
В конце XIX — начале XX века деревня входила в состав Подольской волости Владимирского уезда. В 1859 году в деревне числилось 7 дворов, в 1905 году — 27 дворов.
С 1929 года деревня входила в состав Улыбышевского сельсовета Владимирского района, с 1965 года — Судогодского района, с 2005 года в составе Вяткинского сельского поселения.
В 1976 году в деревне было построено новое здание Улыбышевской средней школы.

## Население
| 1859 | 1905 | 1926 | 2002 | 2010 | 2021 |
| ---- | ---- | ---- | ---- | ---- | ---- |
| 61   | ↗117 | ↗167 | ↗280 | ↘234 | ↗239 |

## Инфраструктура
В деревне находятся Улыбышевская основная общеобразовательная школа, участковый пункт полиции, отделение федеральной почтовой связи "Улыбышево".